# Aghvorik
Aghvorik (en arménien Աղվորիկ) est une communauté rurale du marz de Shirak en Arménie. En 2008, elle compte 116 habitants.